# Iridomyrmex galbanus
Iridomyrmex galbanus es una especie de hormiga del género Iridomyrmex, subfamilia Dolichoderinae. Fue descrita científicamente por Shattuck en 1993.
Se distribuye por Australia. Vive en microhábitats como nidos y forrajes.